# Alto Alegre (Roraima)
Alto Alegre – miasto i gmina w Brazylii, w stanie Roraima. Znajduje się w mezoregionie Norte de Roraima i mikroregionie Boa Vista.